# Herb Hrabstwa Essex
Herb Hrabstwa Essex – ustanowiony w 1932 roku herb angielskiego hrabstwa Essex.

Herb Hrabstwa Essex

Przedstawia on trzy zakrzywione szable saksońskie o białych ostrzach i złotych rękojeściach na polu czerwonym. Przedstawienie takie, przypisywane hrabstwu Essex, pojawiło się po raz pierwszy w atlasie Johna Speeda The Theatre of the Empire of Great Britaine w 1611 roku.